# Conversão no Caminho de Damasco
A Conversão de São Paulo, a caminho de Damasco (também conhecida como Conversão de São Paulo ou, em italiano, Conversione di San Paolo) é uma das mais conhecidas obras do pintor italiano Caravaggio pintada entre 1600 e 1601 para a Igreja Santa Maria del Popolo.
A pintura retrata uma das cenas mais narradas do Novo Testamento (Atos 9), quando Saulo (depois chamado Paulo) cai de seu cavalo na estrada para a cidade de Damasco e recebe a própria visita de Jesus, convertendo-se ao cristianismo:
| “ | «Saulo, respirando ainda ameaças e morte contra os discípulos do Senhor, dirigiu-se ao sumo sacerdote e pediu-lhe cartas para as sinagogas de Damasco, a fim de que, caso achasse alguns que fossem do Caminho, tanto homens como mulheres, os levasse presos a Jerusalém. Caminhando ele, ao aproximar-se de Damasco, subitamente resplandeceu em redor dele uma luz do céu; e caindo em terra, ouviu uma voz dizer-lhe: Saulo, Saulo, por que me persegues? Ele perguntou: Quem és tu, Senhor? Respondeu o Senhor: Eu sou Jesus a quem tu persegues; mas levanta-te e entra na cidade, e dir-te-ão o que te é necessário fazer. Os homens que viajavam com ele, pararam, emudecidos, ouvindo sim a voz, mas sem ver a ninguém. Levantou-se Saulo da terra e, abrindo os olhos, nada viu; e guiando-o pela mão, conduziram-no a Damasco.» (Atos 9:1–8) | ” |

A Lenda de Ouro, uma compilação medieval de eventos bíblicos pode ter inspirado Caravaggio.
Nesta tela, Saulo é uma pessoa ferida e cansada. Existem três figuras na pintura. O cavalo, que domina a tela. O noivo idade é humano, mas olha para a terra, também ignoram o momento em que Deus intervém no tráfego humano. Somente Saulo, cuja gravidade e do mundo tiver sido revogada está deitada no chão, mas o céu frente, os braços suplicantes de resgate. O noivo pode ver seus pés arrastando, e o cavalo pode por os seus cascos, medindo seus passos, mas ambos são cegos para o milagre e forma. Eles habitam a escuridão não iluminada da tela superior. Saulo, fisicamente cegos pelo evento durante três dias, de repente, vê a mensagem cristã. Pela primeira vez, sua alma pode ouvir a voz de Jesus, perguntando: "Saulo, Saulo, por que me persegues?" Sua espada e seus tendões juvenil são impotentes contra esse parafuso iluminante da fé.